# 特洛伊羅斯

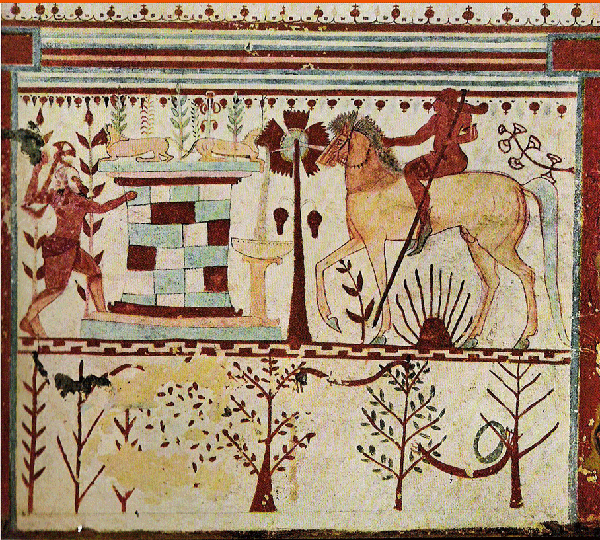
阿基里斯（左）伏擊特洛伊羅斯（右，駕馬者）。伊特魯里亞濕壁畫，公牛墓，塔尔奎尼亚，約西元前540-530年。

特洛伊羅斯（希臘語：Τρωΐλος, Troïlos）是特洛伊戰爭故事中的傳奇人物。現存的文學作品中，最早具相關紀錄的是荷馬史詩《伊里亞德》，其相傳為吟遊詩人吟唱、集體創作，再經旁人紀錄而成，約完成於西元前九世紀晚期或前八世紀。
在希臘神話中，特洛伊羅斯是特洛伊國王普里阿摩斯（一說為阿波羅）和赫卡柏的其中一個兒子，為年輕的特洛伊王子。神諭將特洛伊羅斯的命運與特洛伊相連，特洛伊羅斯後來果然遭到阿基里斯的伏擊和殺害。它是很受當代作家喜愛的文學主題，其中又以希臘悲劇作家索福克里斯的敘書最為著名。特洛伊羅斯被古希臘作家視作一個父母為逝子哀慟的「縮影」（epitome），同時也是年輕美男子的典型。
在西歐中世紀和文藝復興時期的版本，特洛伊羅斯是國王普里阿摩斯與赫卡柏所生的五個婚生子中，最年幼的兒子。他雖然年輕，但卻是特洛伊戰爭的主要領袖之一。他在戰爭中死於阿基里斯之手。十二世紀時，民間又源起另一添說，描述特洛伊羅斯和克瑞西達墜入愛河。克瑞西達發誓忠於她與特洛伊羅斯的愛情，但在因交換人質而被迫回到叛逃希臘的父親卡爾卡斯身邊時，移情別戀、愛上希臘英雄狄俄墨得斯。這段故事為不少作家提供了創作依據，包括喬叟和莎士比亞等都曾以此撰成故事。在中世紀版本的傳說中，特洛伊羅斯被描繪成典雅愛情（courtly love）的典型，並被塑造成端正的異教騎士。典型愛情風潮退去後，特洛伊羅斯的命運便較少為人所關注、同情。
到了18、19世紀，特洛伊羅斯的故事已經少為人用。然而，近年來隨著作家選用特洛伊戰爭做為創作元素，特洛伊羅斯的故事又再度融入於二十與二十一世紀的藝術領域。